# Матошко, Елена Викторовна
Елена Викторовна Матошко (бел. Алена Віктараўна Матошка; род. 23 июня 1982, Новополоцк, Витебская область) — белорусская легкоатлетка, специалистка по метанию молота. Выступала за сборную Белоруссии по лёгкой атлетике в 1999—2012 годах, победительница и призёрка первенств национального значения, участница летних Олимпийских игр в Лондоне. Мастер спорта Республики Беларусь международного класса.

## Биография
Елена Матошко родилась 23 июня 1982 года в городе Новополоцке Витебской области Белорусской ССР.
Занималась лёгкой атлетикой в местной Специализированной детско-юношеской школе олимпийского резерва № 1.
Выступала на различных соревнованиях в метании молота начиная с 1999 года, в частности в этом сезоне отметилась выступлением на юношеском мировом первенстве в Быдгоще.
В 2008 году с результатом 73,83 метра заняла 13-е место в мировом рейтинге.
В 2009 году выиграла бронзовую медаль в Первой лиге командного чемпионата Европы в Бергене (63,87).
В 2011 году стала четвёртой в Суперлиге командного чемпионата Европы в Стокгольме (69,31), отметилась выступлением на чемпионате мира в Тэгу (68,23). При этом по итогам сезона с результатом 72,86 заняла в мировом рейтинге восьмое место.
В июне 2012 года с личным рекордом 76,56 метра одержала победу на чемпионате Белоруссии в Минске. Выполнив олимпийский квалификационный норматив, удостоилась права защищать честь страны на летних Олимпийских играх в Лондоне — в программе метания молота на предварительном квалификационном этапе показала результат 67,03 метра и в финал не вышла. Вскоре по окончании лондонской Олимпиады завершила спортивную карьеру.
За выдающиеся спортивные достижения удостоена почётного звания «Мастер спорта Республики Беларусь международного класса».
В 2019 году в результате перепроверки допинг-проб, взятых на Олимпийских играх в Лондоне, Елена Матошко была уличена в использовании запрещённого анаболического стероида оксандролона. В итоге Международный олимпийский комитет аннулировал её результат, кроме того, спортсменку дисквалифицировали сроком на два года.